# ستيفن إف. كيلي
ستيفن إف. كيلي (بالإنجليزية: Stephen F. Kelly)‏ هو مؤلف وصحفي بريطاني، ولد في 1 يونيو 1947 في ليفربول في المملكة المتحدة.